# Année internationale de l'assainissement
Pour les articles homonymes, voir IYS.

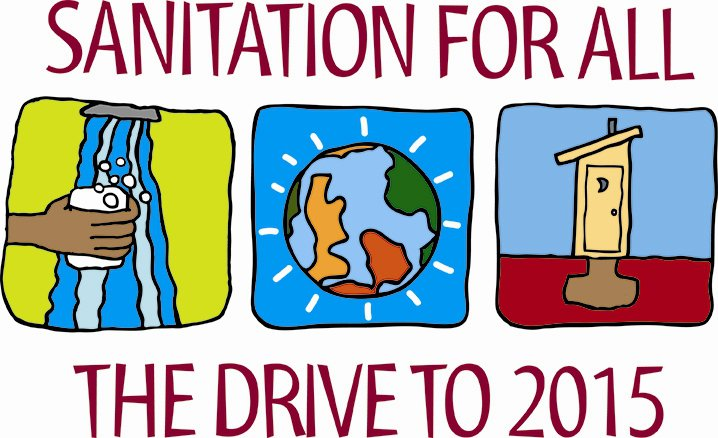
Logo modifié de l'Année internationale de l'assainissement, utilisé dans le logo de la campagne UN Drive to 2015

L'année 2008 a été déclarée Année internationale de l'assainissement (en anglais, International Year of Sanitation ou IYS) par les Nations unies conjointement avec la Décennie de l'eau pour la vie (en). 
L'Assemblée générale des Nations unies a déclaré 2008 Année internationale de l'assainissement. Dans le monde, environ 2,6 milliards de personnes n'ont pas accès à l'assainissement de base aujourd'hui. L'objectif de 2008 en tant qu'Année internationale de l'assainissement était d'aider à sensibiliser à cette crise et d'accélérer les progrès vers la réalisation des Objectifs du millénaire pour le développement (OMD) et de réduire de moitié le nombre de personnes n'ayant pas accès à un assainissement de base d'ici 2015.

## Objectifs
Les progrès vers la réalisation des OMD en matière d'assainissement ont été lents et variés dans différentes parties du monde. L'objectif principal en déclarant 2008 Année internationale de l'assainissement est d'aider à remettre les OMD en matière d'assainissement sur la bonne voie pour atteindre l'objectif de réduire de moitié la proportion de personnes n'ayant pas accès à un assainissement de base d'ici 2015. Pour atteindre cet objectif, il faudra une coopération entre les différentes agences des Nations unies, en particulier le Département des affaires économiques et sociales (UNDESA) et le Fonds des Nations unies pour l'enfance (UNICEF), ainsi que les agences gouvernementales, les ONG, les entreprises privées et les milieux universitaires. 
L'année visait à développer la sensibilisation et l'action pour atteindre la cible d'assainissement des Objectifs du Millénaire pour le Développement. Les préoccupations particulières sont les suivantes : 
- Éliminer la stigmatisation autour de l'assainissement, afin que l'importance de l'assainissement puisse être discutée plus facilement et publiquement.
- Souligner la réduction de la pauvreté, la santé et d'autres avantages qui découlent d'une meilleure hygiène, des dispositions sanitaires des ménages et du traitement des eaux usées.

## Résultats
Le réseau Sustainable Sanitation Alliance (en) a été créé en 2007 afin d'avoir un label commun pour les activités prévues pour l'Année internationale de l'assainissement en 2008 et de pouvoir aligner les organisations entre elles pour d'autres initiatives potentielles.  

## Histoire
L'accent mis sur l'assainissement en tant que problème majeur dans le monde a commencé en 2000 avec l'adoption par les Nations unies des objectifs du Millénaire pour le développement, qui visent à réduire la pauvreté et à améliorer la santé et le bien-être général de tous. La poursuite de l'élaboration de ces objectifs a été examinée en 2002 lors du Sommet mondial sur le développement durable de Johannesbourg, avec l'inclusion de l'accès à l'assainissement comme élément fondamental pour atteindre tous les objectifs liés à l'élimination de la pauvreté. Le Plan d'action de Johannesburg a fixé l'objectif de réduire de moitié le nombre de personnes n'ayant pas accès à un assainissement de base d'ici 2015. 